# Henric al VIII-lea al Angliei
Henric al VIII-lea (în engleză Henry VIII) (n. 28 iunie 1491, Greater London, Anglia, Regatul Unit – d. 28 ianuarie 1547, Greater London, Anglia, Regatul Unit) a fost rege al Angliei din 21 aprilie 1509 până la moartea sa.
Henric al VIII-lea a fost al doilea monarh al Casei Tudor, succedând tatălui său, Henric al VII-lea. Este faimos datorită faptului că a avut șase soții: Catherine de Aragon, Anne Boleyn, Jane Seymour, Anne de Cleves, Catherine Howard și Catherine Parr.
Henric al VIII-lea a fost al doilea fiu al lui Henric al VII-lea și al Elisabetei de York. Fratele său mai mare, Arthur, Prinț de Wales, a murit în 1502, lăsându-l pe Henric moștenitor al tronului.

## Tinerețea

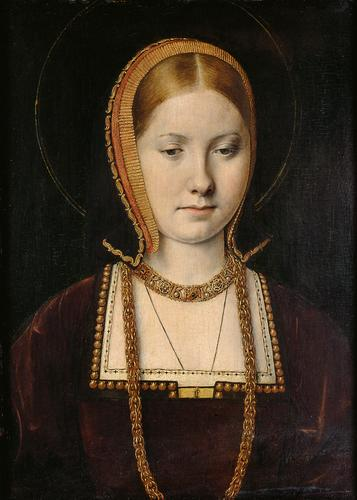
Caterina de Aragon, prima soție a lui Henric al VIII-lea, de Michael Sittow, c.1502.

Henric al VIII-lea s-a născut la Palatul Placentia în Greenwich. Din cei șase frați ai lui Henric, numai trei — Arthur, Margareta și Maria Tudor — au supraviețuit copilăriei. În 1493, la vârsta de doi ani, Henric este numit Conetabil al Castelului Dover și Lord Warden iar în 1494 Duce de York.
Henric a primit o educație de prim rang și vorbea fluent în latină, franceză și spaniolă. Pentru că era de așteptat ca tronul să fie moștenit de fratele mai mare al lui Henric, Prințul Arthur, Henric a fost pregătit pentru o viață monahală.
În 1502, după moartea fratelui său Arthur la vârsta de 15 ani, Henric devine Prinț de Wales și moștenitor al tronului. Deoarece moartea prematură a Prințului Arthur a rupt alianța maritală dintre Anglia și Spania. Moartea mamei sale, regina Elisabeta de York, a fost de mare efect asupra tânărului Henry. Se spune că niciodată nu a iubit o femeie la fel cum își iubise mama. 
Consiliul, care dorea s-o păstreze pe Caterina regină, roagă pe noul Prinț de Wales s-o accepte ca soție. Deoarece un text din Levitic interzicea căsătoria dintre un cumnat și o cumnată, a trebuit să se obțină o bulă papală (în 1503) și să se facă dovada că prima căsătorie a Caterinei n-a fost consumată. La 14 luni după decesul soțului ei, Caterina este logodită cu Henric. Caterina era cel mai mic copil supraviețuitor al regelui Ferdinand al II-lea de Aragon și al reginei Isabela I a Castiliei. În 1505, când Henric al VII-lea își pierde interesul față de o alianță cu Spania, tânărul Henric declară că logodna a fost aranjată fără consimțământul său.
După moartea regelui Henric al VII-lea, la numai 17 ani, Henric al VIII-lea se căsătorește cu Caterina la 11 iunie 1509 și la 24 iunie 1509 cei doi sunt încoronați la Westminster Abbey.

## Domnia

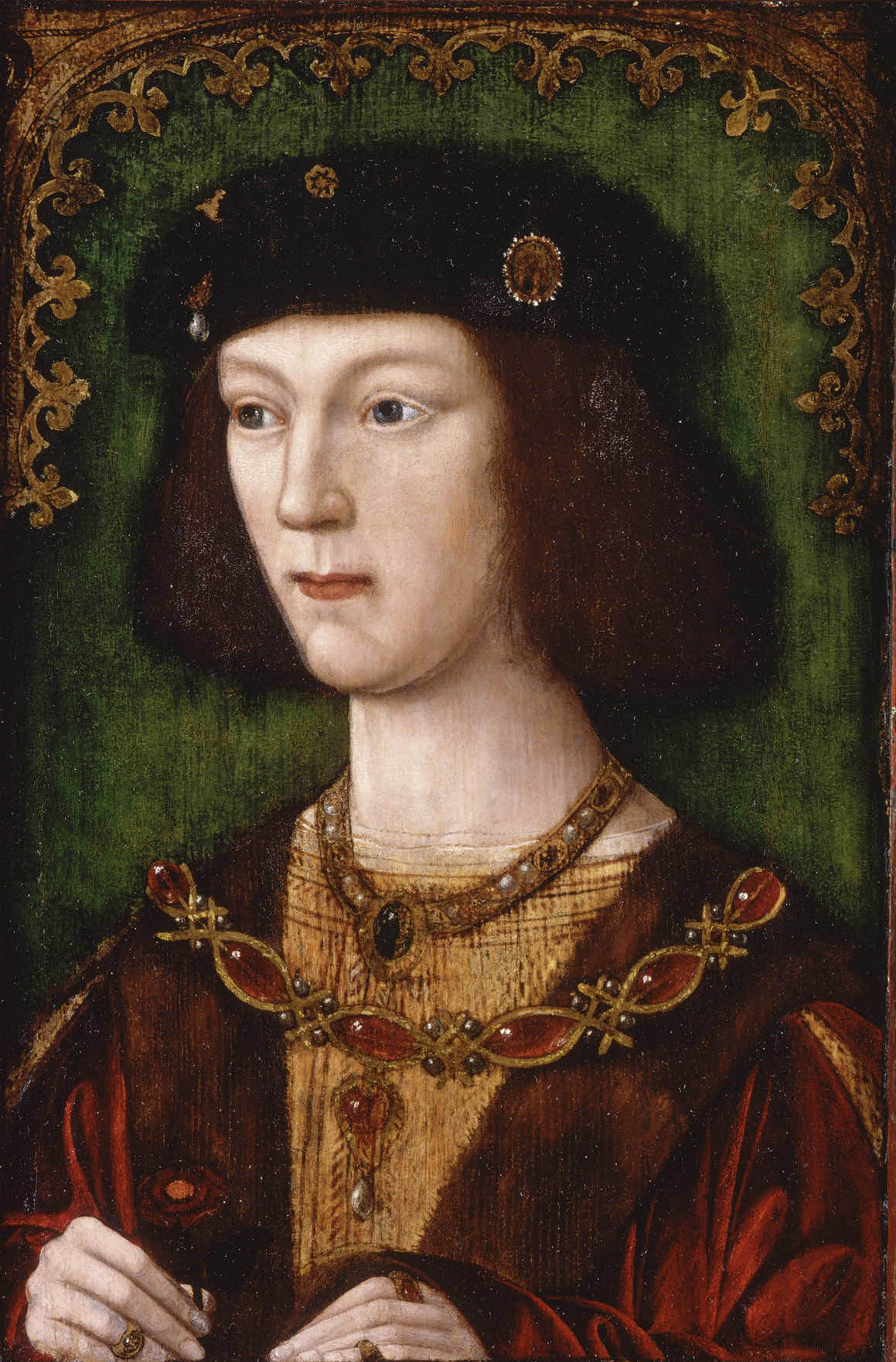
Henric al VIII-lea după încoronarea din 1509.

La începutul domniei, Henric nu a guvernat el însuși, ci toată autoritatea a revenit ministrului pe care și l-a ales, cancelarul Wolsey, fiul unui măcelar bogat din Ipswich.
La două zile după încoronare, Henric a arestat doi dintre cei mai nepopulari miniștri ai tatălui său, Sir Richard Empson și Edmund Dudley. Ei au fost acuzați fără dovezi de înaltă trădare și executați în 1510.
Henric a cultivat imaginea omului renascentist iar curtea lui era centrul educației și inovațiilor artistice. Tânărul rege avea gust literar, compunea poeme, muzică și cânta la lăută. Compoziția muzicală cea mai cunoscută a lui este "Pastime with Good Company" sau "The Kynges Ballade". De asemenea, era un excelent sportiv și îi plăcea vânătoarea și tenisul.
În 1511 papa Iuliu al II-lea a proclamat Sfânta Ligă împotriva Franței. Această alianță nouă a crescut rapid și a inclus Spania, Sfântul Imperiu Roman și Anglia. Henric a decis să folosească această ocazie ca o scuză pentru a-și extinde teritoriile în nordul Franței. A încheiat Tratatul de la Westminster, un gaj de ajutor reciproc cu Spania împotriva Franței, în noiembrie 1511 și s-a pregătit pentru implicarea în războiul Ligii din Cambrai. În 1513 Henric a invadat Franța și trupele lui au învins armata franceză în bătălia de la Spurs. Cumnatul său, Iacob al IV-lea al Scoției a invadat Anglia la ordinul lui Ludovic al XII-lea al Franței însă nu a reușit să distragă atenția lui Henric de Franța. Scoțienii au fost învinși în bătălia de la Flodden Field la 9 septembrie 1513. Printre cei uciși în bătălie a fost și regele Scoției, a cărui moarte a pus capăt scurtei implicări a Scoției în război.
Henric a extins Marina Regală de la 5 la 53 de nave. Iubea palatele; la începutul domniei avea o duzină și când a murit avea cincizeci și cinci, în care a atârnat 2000 tapiserii  Își arăta cu mândrie colecția sa de arme care includea un exotic echipament de tir cu arcul, 2250 bucăți de muniție de teren și 6500 de pistoale.
La 18 februarie 1516, regina Caterina după mai multe avorturi a născut o fată, prințesa Maria a Angliei, care mai târziu va domni sub numele Maria I. Regele care își dorea cu înfocare un fiu începuse să se întrebe dacă această căsătorie nu fusese blestemată.
Din 1514 până în 1529, Thomas Wolsey (1473–1530), un cardinal catolic a servit ca lord cancelar și practic a controlat politica internă și externă pentru rege. Henric al VIII-lea îndrăgostit de Anne Boleyn vrea să o ia în căsătorie pentru a căpăta un moștenitor legitim. Pentru că divorțul civil nu exista, trebuie să ceară Papei anularea căsătoriei.

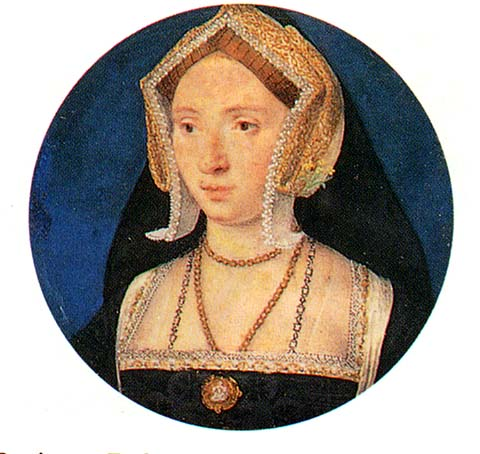
Anne Boleyn a doua soție a regelui Henric al VIII-lea.

Wolsey este însărcinat să trateze cu Roma însă nepotul reginei, Carol Quintul se opune divorțului. Papa Clement îl trimite în Anglia pe cardinalul Campeggio care trebuia împreună cu Wolsey să judece cazul însă regina obține ca procesul să se judece la Roma. Convins că el a fost trădător, Anne Boleyn a insistat și a reușit ca Wolsey să fie demis din funcții publice în 1529.

Cardinanul a început un complot secret pentru a o forța pe Anne să plece în exil și a început comunicarea cu regina Caterina și cu Papa în acest scop. Când acest lucru s-a descoperit, Henric a ordonat arestarea lui Wolsey și dacă n-ar fi murit din cauza bolii sale în 1530, ar fi fost executat pentru trădare.
Înlocuitorul lui, Sir Thomas More inițial a cooperat cu regele la noua sa politică denunțându-l pe Wolsey în Parlament și proclamând că mariajul lui Henric cu Ecaterina a fost ilegal. Cum regele a început să nege autoritatea Papei, mustrările lui More au crescut. Thomas Cranmer, fost capelan al familiei Boleyn este numit arhiepiscop de Cantebury. La 25 ianuarie 1533 acesta celebrează în secret căsătoria lui Henric cu Anne. La 23 mai 1533 căsătoria dintre Henric și Caterina este declarată nulă iar cinci zile mai târziu căsătoria dintre Henric și Anne este declarată validă.
Caterina a fost în mod formal deposedată de titlu de regină și Anne a fost încoronată la 1 iunie 1533. Noua regină a născut prematur la 7 septembrie 1533 o fată care a fost botezată Elisabeta, în onoarea mamei lui Henric, Elisabeta de York. Respingând deciziile Papei, Parlamentul a validat căsătoria dintre Henric și Anne cu Actul de Succesiune din 1533. Fiica Caterinei, Lady Mary, a fost declarată nelegitimă scoasă din linia de succesiune. Tuturor adulților din regat li s-a cerut să recunoască dispozițiile Actului prin jurământ iar cei care au refuzat erau închiși pe viață.

### Schisma
Parlamentul Reformei care a ținut șapte ani (1529-1536) a votat toate măsurile propuse de coroană. Clerul a trebuit să acorde regelui titlul de protector și șef suprem al bisericii și să desființeze „primul venit” al beneficiilor ecleziastice, care până atunci fuseseră plătite papei. Parlamentul a votat Statutul apelurilor care interzicea să se facă apel la Roma, Actul de Supremație, care-l considera pe rege „unicul și supremul șef al bisericii Angliei” și îi atribuia jurisdicția spirituală cât și jurisdicția civilă și Actul de Succesiune, care anula prima căsătorie, pe copiii născuți din această căsătorie îi priva de drepturile lor la coroană în favoarea descendenților Annei Boleyn.
Opoziția la politica religioasă a regelui a fost repede suprimată în Anglia. Un număr de călugări disidenți au fost torturați și executați. Cei mai proeminenți au fost John Fisher, episcop de Rochester și Sir Thomas More, fostul Lord Cancelar al lui Henric, ambii au refuzat să depună jurământul față de rege și au fost ulterior condamnați pentru înaltă trădare și decapitați. Ulterior, John Fisher și Thomas Morus au fost canonizați de Biserica Catolică, iar în 1980, Thomas Morus a fost canonizat și de Biserica Anglicană.
După mai multe încercări de definire a religiei anglicane Henric a obținut votarea de către Camera Lorzilor a unui statut în șase articole care a fost supranumit „actul sângeros” sau „biciul cu șase corzi”, act care afirma transsubstanțierea, validitatea legământului de castitate, superioritatea celibatului clerical și care admitea spovedania și liturghia particulară.

### Execuția Annei Boleyn

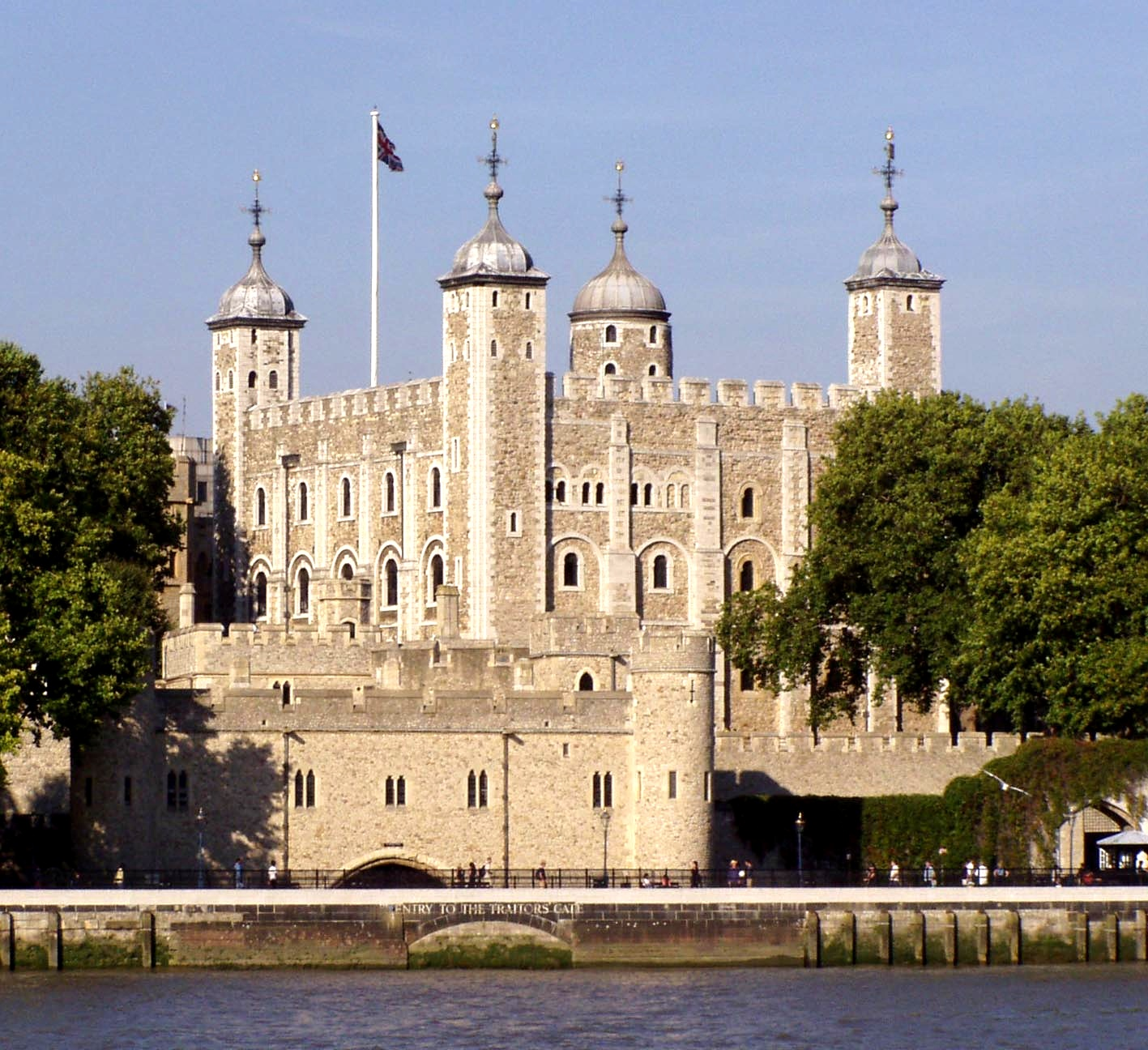
Turnul Londrei, locul multor execuții regale.

Cuplul regal s-a bucurat de o perioadă de calm și afecțiune însă Anne a refuzat să joace rolul supus care se aștepta de la ea. Vivacitatea și opiniile ei care au făcut-o atât de atractivă în timpul iubirii ilicite au făcut-o prea independentă pentru rolul de soție regală. Henric se aștepta la obediență absolută de la toți cu care interacționa la curte. Regelui a început să-i displacă iritabilitatea constantă a Annei și caracterul violent. După un avort în 1534 el a văzut drept o trădare eșecul de a-i dărui un moștenitor. În ajunul Crăciunului din 1534 Henric discută cu Cranmer și Cromwell șansa de a o părăsi pe Anne fără să fie obligat să se întoarcă la Caterina.
După ce Anne și-a revenit dintr-un nou avort în ianuarie 1536 Henric declară că mariajul este produsul unei vrăjitorii. Noua metresă, Jane Seymour, este mutată rapid la curte. Cinci bărbați, inclusiv fratele Annei sunt arestați sub acuzația de incest și trădare, acuzați că au avut relații sexuale cu regina. La 2 mai 1536 Anne a fost arestată și dusă în Turnul Londrei. Este acuzată de adulter, incest și înaltă trădare. Deși dovezile împotriva lor au fost neconvingătoare, acuzații au fost găsiți vinovați și condamnați la moarte. George Boleyn și ceilalți bărbați acuzați au fost executați pe 17 mai 1536. La 8 dimineața la 19 mai 1536, regina a fost executată. Ea a îngenuncheat în poziție verticală, în stil francez de execuții.

## Anii finali: 1540–1547

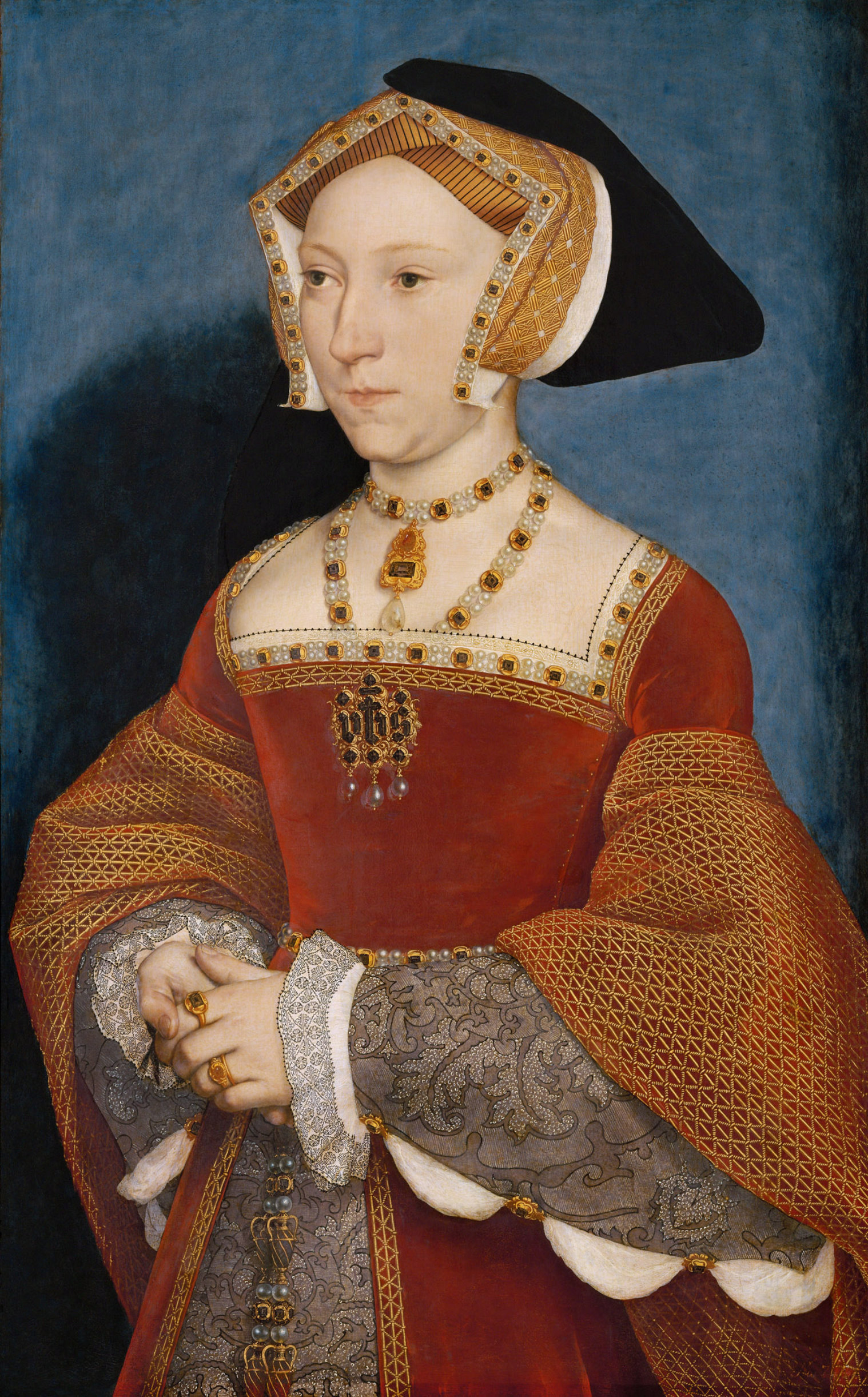
Jane Seymour cea de-a treia soție a regelui Henric al VIII-lea.

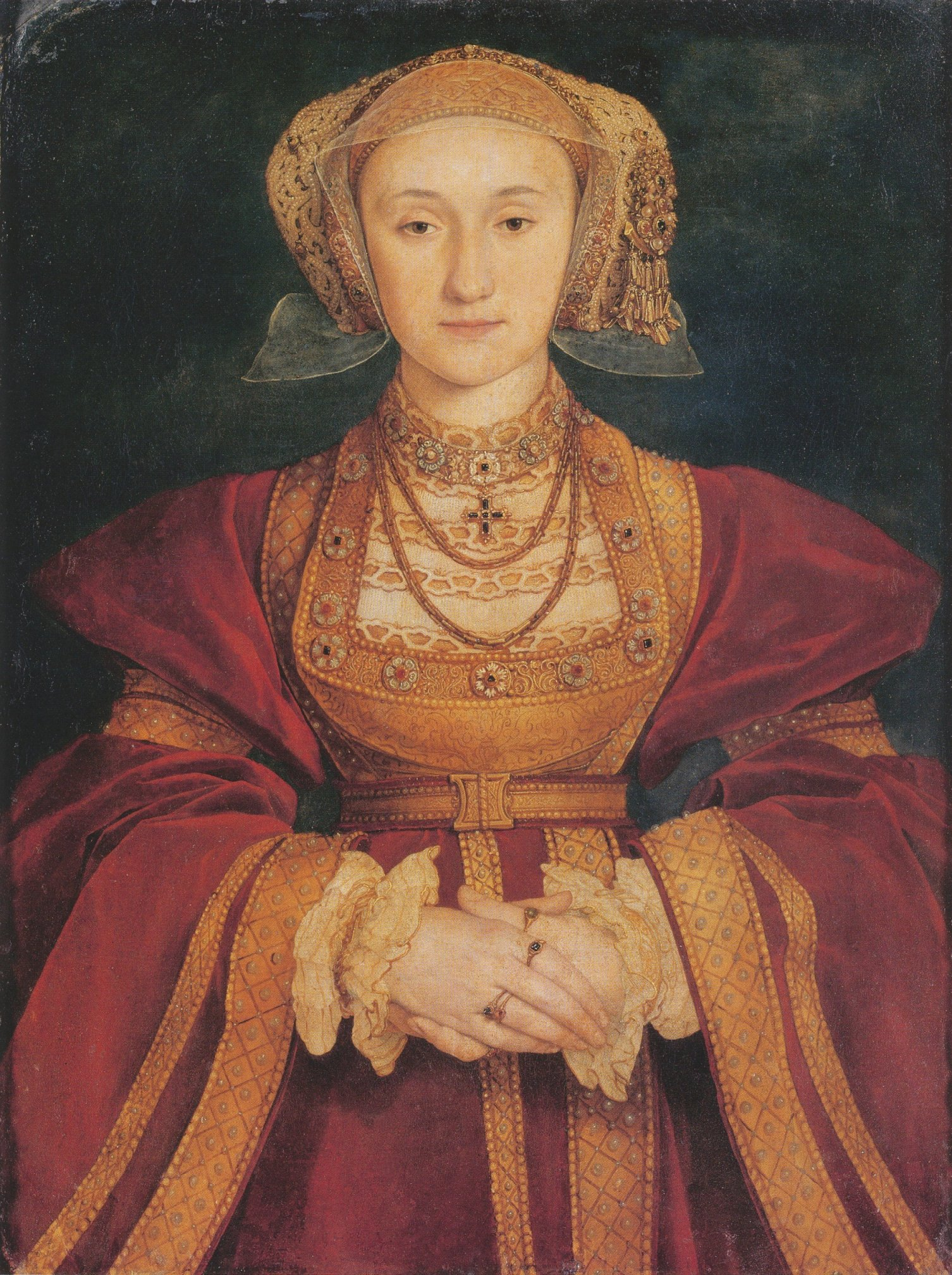
Anne de Cleves cea de-a patra soție a regelui, portret de Hans Holbein cel Tânăr, 1539.

A doua zi după execuția Annei, Henric s-a logodit cu Jane Seymour, una din doamnele de onoare ale reginei. Zece zile mai târziu s-au căsătorit. În același an se votează Actul de Succesiune din 1536, care declară copiii lui Henric cu regina Jane drept moștenitori ai tronului în timp ce Lady Mary și Elisabeta sunt declarate nelegitime și excluse din linia de succesiune. În 1537, Jane naște un fiu, Prințul Eduard, viitorul Eduard al VI-lea. Nașterea a fost dificilă, iar regina a murit la Palatul Hampton la 24 octombrie 1537 de o febră puerperală. Henric a considerat-o pe Jane "adevărata" lui soție, singura care i-a dăruit moștenitorul pe care l-a dorit cu atâta disperare.
În 1540 Henric a dispus distrugerea sanctuarelor sfinților. Dorește să se căsătorească din nou pentru a asigura succesiunea. Thomas Cromwell, numit conte de Essex, sugerează o căsătorie cu o prințesă  germană Anne de Cleves, sora ducelui protestant de Cleves, care era privit ca un aliat important în cazul unui atac romano-catolic asupra Angliei. Hans Holbein cel Tânăr a fost trimis la Cleves pentru a picta un portret al Annei pentru rege. Deși s-a spus că el a pictat-o într-o lumină măgulitoare, este puțin probabil ca portretul să fi fost extrem de inexact, deoarece Holbein a rămas favorit la curte. După ce a privit portretul pictat de Holbein și a cerut descrieri de la curteni, Henric a fost de acord cu căsătoria. După sosirea Annei în Anglia, Henric o găsește complet neatractivă. Cu toate acestea, căsătoria are loc la 6 ianuarie 1540.
În scurt timp regele dorește să anuleze căsătoria nu doar pentru că cei doi nu se înțelegeau dar și pentru că Ducele de Cleves s-a angajat într-o dispută cu Sfântul Imperiu Roman, cu care Henric dorea pacea. Regina Anne a fost destul de inteligentă pentru a nu împiedica încercarea lui Henric de anulare a căsătoriei. Întrebată, ea a mărturisit că acestă căsătorie nu a fost niciodată consumată. Henric a declarat că intra în cameră în fiecare noapte și își săruta noua mireasa pe frunte înainte de culcare. Toate impedimente în calea unei anulări au fost astfel înlăturate.
Căsătoria a fost dizolvată iar Anne a primit titlul de "Cea mai iubită soră a regelui" și Castelul Hever, fosta reședință a familiei Boleyn. Cromwell, între timp, a căzut în dizgrație pentru rolul său în aranjarea căsătoriei a fost ulterior decapitat.
La 28 iulie 1540 (în aceeași zi Cromwell a fost executat) Henric s-a căsătorit cu tânăra Catherine Howard, verișoara primară și doamna de onoare a Annei Boleyn. Era absolut încântat de noua lui regină. La scurt timp după căsătorie, regina Caterina are o aventură cu curteanul Thomas Culpeper. 

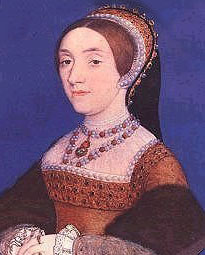
Catherine Howard cea de-a cincea soție a regelui Henric al VIII-lea.

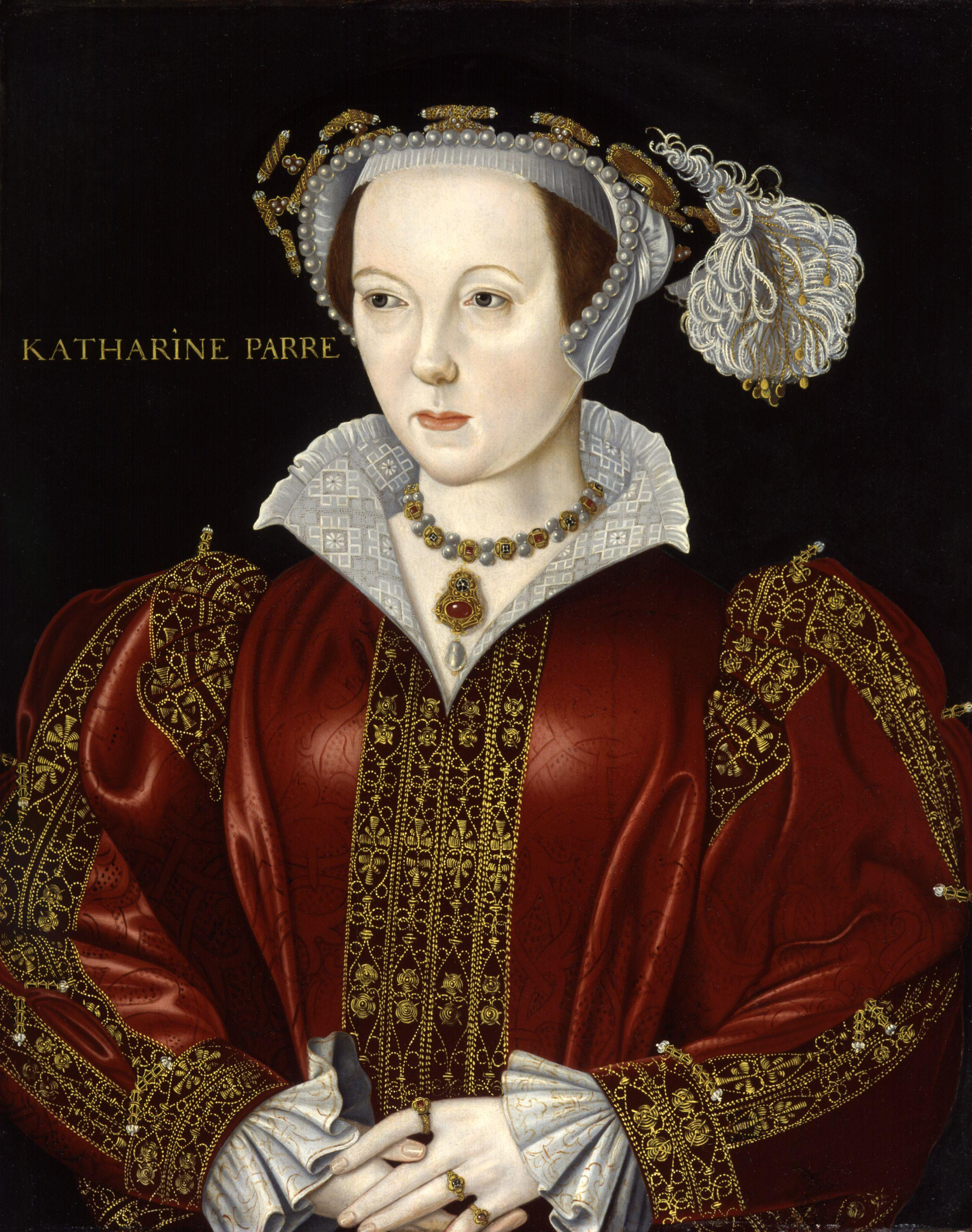
Catherine Parr cea de-a șasea și ultima soție a regelui Henric al VIII-lea.

De asemenea, ea l-a angajat pe Francis Dereham, care a fost anterior logodit cu ea și cu care a avut o aventură înainte de căsătorie, în calitate de secretar ei. Thomas Cranmer, care s-a opus familiei romano-catolice Howard, a adus dovezi privind activitățile desfășurate de regina Caterina în atenția regelui.

Deși inițial Henric a refuzat să creadă afirmațiile, i-a permis lui Cranmer să efectueze o anchetă, care a condus la implicarea reginei Caterina. Întrebată, regina ar fi putut recunoaște un contract cu Dereham înainte de a se căsători, ceea ce ar fi făcut căsătoria cu Henric invalidă însă ea a afirmat că Dereham a forțat-o să intre într-o relație adulteră. În același timp, Dereham a expus relația dintre regină cu Thomas Culpeper. La fel ca în cazul Annei Boleyn, Catherine Howard nu putea fi acuzată de adulter din moment ce căsătoria era oficial nulă. Din nou, acest punct a fost ignorat iar Caterina a fost executată la 13 februarie 1542. Când a murit avea între 17 și 22 de ani (opiniile diferă în ceea ce privește anul ei de naștere).
În același an a definitivat desființarea mănăstirilor în Anglia și Irlanda și transferul proprietăților acestora către Coroană.
Henric s-a căsătorit pentru ultima dată cu văduva Catherine Parr  în 1543. Ea l-a ajutat să se împace cu fiicele lui, Lady Mary și Lady Elizabeth. În 1544 un act al Parlamentului a repus fiicele regelui în linia de succesiune după Eduard, Prinț de Wales.
În ultimii ani ai vieții Henric a devenit obez și a trebuit mutat cu ajutorul unei invenții mecanice. Era acoperit cu abcese dureroase și posibil să fi suferit de gută. Obezitatea lui a început în 1536, când a suferit un accident din care s-a ales cu răni la picior. Acest lucru l-a împiedicat să facă exerciții și treptat rănile au devenit ulceroase. Fără îndoială acestea i-au grăbit moartea la vârsta de 55 de ani, la 28 ianuarie 1547 la palatul Whitehall. O teorie credibilă sugerează că simptomele medicale ale lui Henric și ale surorii sale mai mari Margareta Tudor erau caracteristice unui diabet de tip II netratat.
Henric al VIII-lea a fost înmormântat la Castelul Windsor, lângă soția lui, Jane Seymour. Peste 100 de ani Carol I al Angliei a fost înmormântat în aceeași criptă.

## Familie
Cu Catherine de Aragon, fiica Reginei Isabela I a Castiliei și a Regelui Ferdinand al II-lea al Aragonului, care fusese inițial șotia lui Arthur, fratelui său mai mare, a avut mai mult copii.Aceștia s-au căsătorit la  Palatul Greenwich pe 11 Iunie 1509.
- Un fiu născut mort (31 Ianuarie 1510)
- Henric, Duce de Cornwall (1 Ianuarie 1511 – 22 Februarie 1511). Naștere sa a fost celebrată ca una pentru moștenitorul tronului, iar moarta sa va duce începerea unor crize conjugale.
- Un fiu care murit câteva ore după ce s-a născut (17 Septembrie 1513)
- Un fiu care murit câteva ore după ce s-a născut (Noiembrie 1514)
- Maria I, Regina Angliei (18 Februarie 1516 –  17 Noiembrie 1558).A fost prima femeie r care a domnit peste Anglia.Regina Maria este numită de către oponenți protestanți ca Maria cea Sângeroasă.
- O fiică născută moartă ( 10 Noiembrie 1518)

Amanta sa , Elizabeth Blount, a născut un fiu pentru rege, care a fost recunoscut de către acesta.
- Henric FitzRoy,  Duce de Richmond și Somerset (15 Iunie 1519 – 23 Iulie 1536).S-a căsătorit cu Maria Howard, dar nu a avut copii.

Anne Boleyn, doamna de onoare a Reginei Claude a Franței, mai târziu, după întoarcerea în Anglia, a devenit doamna de onoare a Regine Catherine.Henric a divorțat de Catherine și a rupt legaturile cu Biserica de la Roma. 
- Elisabeta I, Regina Angliei (7 Septembrie 1533 – 24 Martie 1603 ).A devenit regină după moartea fratelui ei.Elisabeta este cunoscuta ca Elisabeta, Regina Virgină, și este unul dintre cei mai iubiți și respectați monarhi ai Angliei.
- Avort Spontan (băiat, 1534)
- Avort Spontan (băiat, 1535)
- Avort Spontan la 4 luni (1536, 29 Ianuarie băiat)

Anne a fost executată 2 luni mai târziu. Henric după s-a căsătorit tot cu o domnișoară de onoare pe nume Jane Seymour, care le-a slujit pe primele soții ale acestuia 
- Eduard al VI-lea, Regele Angliei (12 Octombrie 1537 —  6 Iulie 1553). A devenit rege la 9 ani, însă a murit la 15 ani, iar  succesor sau a fost Domnișoara Jane Grey, care a fost executată de Regina Maria I

Regină Jane a murit câteva zile după nașterea lui Edward din cauza febrei.Henric se căsătorește 5 ani mai târziu cu Anne de Cleves, însă e zile dupa nuntă, căsătoria va fi anulată.Deși, Anne nu mai era regină, acesta a continuat să stea in Anglia.
Următoare soție este Catherine Howard, verșoara Annei Boleyn, care va avea aceiași soartă de a fi executată.
Ultima șotie este Catherine Parr, care după moartea monarhului, se va căsătoeri Thomas Seymour, fratele lui Jane Seymour.